# Piélagos
Piélagos ist eine Gemeinde in der spanischen Autonomen Region Kantabrien. Sie überblickt das Kantabrische Meer im Norden und liegt an der Achse Santander-Torrelavega, dem Industrie- und Bevölkerungszentrum der Region. Die Gemeinde befindet sich an der Autovía A-67.
Die Gemeinde besteht aus 12 Ortschaften, darunter die Hauptstadt Renedo, 21 km von Santander, der Hauptstadt Kantabriens, entfernt. Die demographische Entwicklung im 20. Jahrhundert war immer positiv, mit Ausnahme einer Periode um die Wende der sechziger Jahre, die mit Problemen in der lokalen Industrie zusammenfiel.
Traditionell basierte die Wirtschaft der Region auf der Viehzucht, aber im 20. Jahrhundert gab es eine Verlagerung zugunsten von Industrie und Dienstleistungen. Dank der Schönheit der Küste und der vorhandenen guten Infrastrukturen ist die positive lokale Entwicklung des Tourismus und der Bautätigkeit erwähnenswert.
Mit 8 km Küstenlinie kann Piélagos mit sieben Stränden aufwarten, unter denen der Strand Valdearenas (wörtlich: Sandtal) zu erwähnen ist, der sich an der Mündung des Flusses Pas befindet, innerhalb des Nationalparks Liencres Dunes. Dieser Strand, zusammen mit dem angrenzenden Strand von Canallave, ist bei Touristen und einheimischen Surfern sehr beliebt.

## Bevölkerungsentwicklung
| 1900        | 1910  | 1920  | 1930  | 1940  | 1950  | 1960  | 1970  | 1980  | 1990  | 2000   | 2005   | 2010   | 2019   |
| ----------- | ----- | ----- | ----- | ----- | ----- | ----- | ----- | ----- | ----- | ------ | ------ | ------ | ------ |
| 5 698       | 6 208 | 6 418 | 7 282 | 8 040 | 8 487 | 9 710 | 9 365 | 9 282 | 9 219 | 11 862 | 15 748 | 21 268 | 25 559 |
| Quelle: INE |       |       |       |       |       |       |       |       |       |        |        |        |        |